# Rehoboth, Namibia

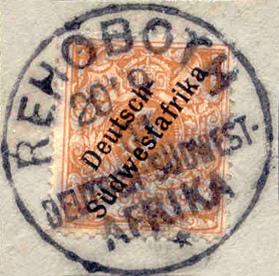
Timbre pentru Germania de Sud Africa de Vest, data poștei Rehoboth 1901

Rehoboth este un oraș în regiunea Hardap, Namibia, situat la 90 km S de Windhoek.